# 牧よし子
牧 よし子（まき よしこ、1921年3月17日 - 没年不詳）は、日本の女優。東京都出身。山脇学園高等女学校卒。趣味は朗読。
本名は大木よし子。

## 略歴
1946年4月、東京芸術劇場に入団。劇団が解散した後、久保栄の紹介で、1947年8月に劇団俳優座に入団。その後は仕事に所属していた。

## テレビドラマ
- ウルトラQ 第15話「カネゴンの繭」（1966年） - 祈祷師
- ウルトラマン 第7話「バラージの青い石」（1966年） - バラージの老婆
- お庭番（1968年）
- 日本怪談劇場 第9話「怪談 宵宮雨」（1970年、12ch）- おきち
- 繭子ひとり（1971 - 1972年） - くめ
- 二人の世界（1971年） - アパートの住人
- 宇宙猿人ゴリ対スペクトルマン 第28話「サラマンダー恐怖の襲撃!!」（1971年） - 老婆
- 木曽街道いそぎ旅（1973年） - おきん
- 前略おふくろ様（1976年） - 北村ハナ
- 水戸黄門 第7部 第16話「突っ走れ!!韋駄天野郎 -鶴岡-」（1976年） - 茶店の婆
- 破れ奉行 第22話「死神が乗った流人船」（1977年） - お杉
- 西遊記 第26話「あれが天竺大雷音寺だ!」（1978年） - 冥府太閤
- 江戸の渦潮 第17話「ふくろう長屋の人情」（1978年）
- 人間の証明 第12話（1978年）- よしの
- ちょっとマイウェイ 第12話「誰かが私を愛したのよ」（1976年） - アパートの管理人
- Gメン'75　第232話「幽霊殺人」（1979年）−簡易旅館女将
- 獅子の時代（1980年） - まさ
- 復讐するは我にあり（1984年）
- 3年B組金八先生スペシャル・6「新・十五歳の母」（1987年） - 川野君子の祖母
- 金田一少年の事件簿 第4話「金田一少年の殺人」（1996年） - お菊（橘家・家政婦）

## 映画
- にあんちゃん（1959年） - 閔夫人
- 廓育ち（1964年） - お辰
- 四谷怪談（1965年）
- スクラップ集団（1968年）
- どですかでん（1970年） - 洗い場の女
- 朝やけの詩（1973年） - すみ
- サンダカン八番娼館 望郷（1974年） - カネ
- 新・女囚さそり 701号（1976年） - 石川タエ
- 復讐するは我にあり （1979年）
- 月山（1979年） - 文子の祖母
- 子育てごっこ（1979年） - とめ
- 陽暉楼（1983年） - お粂
- 夢（1990年）
- かさぶた式部考（1990年） - はる
- 八月の狂詩曲（1991年）
- 帰って来た木枯し紋次郎（1993年） - お常
- レッスン LESSON（1994年） - ミン

## 舞台
- 火山灰地
- ジャックと豆の木
- 自由少年
- 八百屋お七牢日記
- 林檎園日記 ※デビュー作[2]
- 森は生きている
- 検察官